# Maoridrilus tetragonurus
Maoridrilus tetragonurus är en ringmaskart som beskrevs av Wilhelm Michaelsen 1899. Maoridrilus tetragonurus ingår i släktet Maoridrilus och familjen Acanthodrilidae. Inga underarter finns listade i Catalogue of Life.